# Postojna-barlang
A Postojna-barlang, más néven Postojnai-cseppkőbarlang (szlovénül: Postojnska jama) karsztbarlangrendszer Postojna község közelében, Szlovénia délnyugati részén. 24 340 méteres hosszúságával a Migovec-rendszer után az ország második leghosszabb barlangrendszere, valamint az egyik legismertebb turisztikai helyszín. A barlangokat a Pivka folyó hozta létre évmilliók alatt a Karszt-fennsík belsejében. Nevezetessége a számtalan cseppkőformáció és a különleges élővilága mellett a világ első barlangvasútja és az egyetlen föld alatti postahivatal, a barlangot ezek miatt évente több százezer turista keresi fel, amivel még a világörökség részét képző Škocjan-barlangnál is népszerűbb utazási célpont.

## Jellemzői
A barlangrendszer háromszintes. A Pivka folyó az alsó szinten folyik, így itt napjainkban is tágul a barlang. A Pivka Jamát, Otoska Jamát, Magdalena Jamát, Črna Jamát és Planinska Jama barlangjait a Pivka földalatti járata köti össze a Postojna-barlanggal. A rendszer közelében számos további cseppkőbarlang is kialakult, közülük a Škocjan-barlangrendszer az UNESCO Világörökség része. Az olaszországi Trieszthez közel nyílik a Grotta Gigante.
Összesen 175 állatfaj él a postojnai barlangokban. Közülük 115 troglobiont, vagyis kizárólag barlangokban fordul elő. Kiemelkedően fontos közülük a barlangi vakgőte (Proteus anguinus). Ez a vak és különösen félénk kétéltű természetes körülmények között csak a Dinári-hegység karsztvilágában fordul elő. 2008-ig néhány példánya a bejárat melletti medencében volt látható, majd áthelyezték őket a barlang bejárata előtt 100 méterrel kialakított Vivarium Proteus nevű létesítménybe. 2016-ban a barlang egy másik viváriumában 21 vakgőte kelt ki a petékből, ami különlegesen ritka eseménynek számít. A fokozottan ritka és védett állatok szaporítása és védelme a nemzeti park egyik fő feladata, a bemutatott példányokat pedig néhány havonta visszaengedik a természetes élőhelyükre.

## Földrajza
A postojnai barlangrendszer a Ljubljanica vízgyűjtő területének felső részéhez tartozik, amelyet leginkább a korai pleisztocén óta a Pivka hozott létre, amely a Pivka-medence és a földalatti mellékfolyók fő lefolyása. A barlangrendszerben lerakódott üledékek kormeghatározása akár 900 000 éves kort is mutatott. A barlangok kialakulása összefügg azzal, hogy a Pivka-medence délnyugati szélén a medencében a kevésbé áteresztő eocén flist vastag kréta időszaki mészkő rétegek szegélyezik, amelyek gyakran nagyon tiszta mészkőből állnak, amelyet sokkal jobban old a víz, mint a homokkövet és a flist.
A víz, amely eredetileg a felszínen folyt, a kőzethatárhoz érve hasadékok és törési zónák mentén hatolt be a mészkőbe, ami barlangok kialakulásához vezetett, amelyek lehetővé tették a vízhálózat föld alatti áthelyeződését. Ezt a folyamatot olyan tektonikai folyamatok segítették elő, amelyek a geológiai egységek lesüllyedéséhez és kiemelkedéséhez vezettek, így a víznek folyamatosan új utakat kellett keresnie. Az aktív barlangszakaszokat a Pivka és elődei által szállított homok, kavics és törmelék csiszolóereje is tovább bővítette.
A Postojna-barlangrendszer járatainak lefutása két fő irányt mutat. A folyosók nagy része egyértelműen északnyugat-délkelet irányban halad, és így párhuzamos a barlang területén található tektonikai zavarásokkal. A második, rövidebb rész hozzávetőlegesen merőleges  az előzőre és elágazóbb annál.

## Története
A barlangot először a 17. században írta le a karsztjelenségek tanulmányozásának úttörője, Johann Weikhard von Valvasor a Die Ehre dess Hertzogthums Crain című munkájában, bár a járatok belsejében talált 1213-ra datált graffiti a barlang látogatásának sokkal régebbi múltjára utal. 1818-ban, amikor a barlangot felkészítették I. Ferenc császár látogatására, a barlang új szakaszát véletlenül fedezte fel Luka Čeč, a barlangban a lámpákkal való világításért felelős helyi férfi. Az 1850-es években Schmidl Adolf földrajztudós tette közzé az első átfogó tudományos vizsgálatokat a postojnai barlangokról és a Pivka-medencéről, amely később a barlangkutatás standard referenciapontjává vált.
1819-ben Ferdinánd főherceg is felkereste a barlangokat, amely ekkor vált ismertté és kedvelt turisztikai célponttá. Čeč lett az első hivatalos idegenvezető, amikor a barlangokat megnyitották a nagyközönség előtt. 1872-ben síneket fektettek le a világ első barlangvasútjához a turisták számára. Eleinte a kocsikat maguk a vezetők tolták végig, később a 20. század elején egy dízelmozdonyt szereztek be. 1884-ben elektromos világítással látták el (megelőzve még a mai Ljubljanát, Krajna fővárosát is, amelynek a barlang akkoriban része volt), tovább növelve ezzel a barlangrendszer népszerűségét. A barlangban található a világ egyetlen földalatti postahivatala, amely 1899 óta működik. Sikerére jellemző, hogy csak az 1904-es szezonban 13 800 képeslapot adtak el itt. Az első világháború alatt orosz hadifoglyokkal építtettek hidat barlang belsejében lévő nagy szakadék felett.Az 1920-as rapallói egyezményt követően a terület az Olasz Királyság része lett, ekkoriban sokat tettek a barlang turisztikai hasznosításáért.
A második világháború alatt a német megszálló erők a barlangot közel 1000 hordónyi repülőgép-üzemanyag tárolására használták, amelyeket 1944. április 23-án a szlovén partizánok felrobbantottak. A tűz hét napig égett, elpusztítva a barlang jelentős részét és elfeketítve a bejáratot és környékét, amely még a mai napig látható. 1956 után a dízelmozdonyokat elektromos üzeműre cserélték. Az egyvágányú vasúton egyszerre csak három vonat közlekedhetett. Ez komoly problémát okozott, mert naponta csak 2100 látogató juthatott be a barlangba, de az igény sokkal nagyobb volt, ezért döntöttek egy hurokvágány megépítéséről. Az első szakaszt 1964-ben, a második 1967-ben fejezték be. Az alagút 422 méterén kitermelték az alapkőzetet, és megépítették a hurokvágányt. A barlangrendszer mintegy 5,3 kilométeres kiépített szakaszát nyitották meg a nyilvánosság számára. Az 1990-es évek végén ez volt a világ egyik leglátogatottabb barlangja, évente csaknem egymillió turista kereste fel a helyszínt. Jugoszlávia szétesése után ez a szám csökkent, 2008-ban 548 442 látogató kereste fel, de így is Szlovénia legnépszerűbb turisztikai célpontjának számított.
2013-ban 2 euró névértékű emlékérmét bocsátottak ki a barlanglátogatások 800. évfordulójának alkalmából, amelyen a barlang jelképének számító két cseppkőoszlop látható. Ugyanebben az évben az osztrák és a szlovén posta közös emlékbélyeget adott ki az első világháború közelgő centenáriumára és a földalatti postára emlékezve, amelyet 1915 márciusában a K.u.k. hadsereg 81-es katonai postájává alakítottak át.
2015 júniusában az igazgatóság arról számolt be, hogy barlangász búvároknak sikerült felfedezniük a barlang további víz alatti szakaszát, amely a Planina-barlang felé nyílik, ezáltal a barlangrendszer hossza 20 570 méterről 24 120 méterre nőtt.

## Galéria

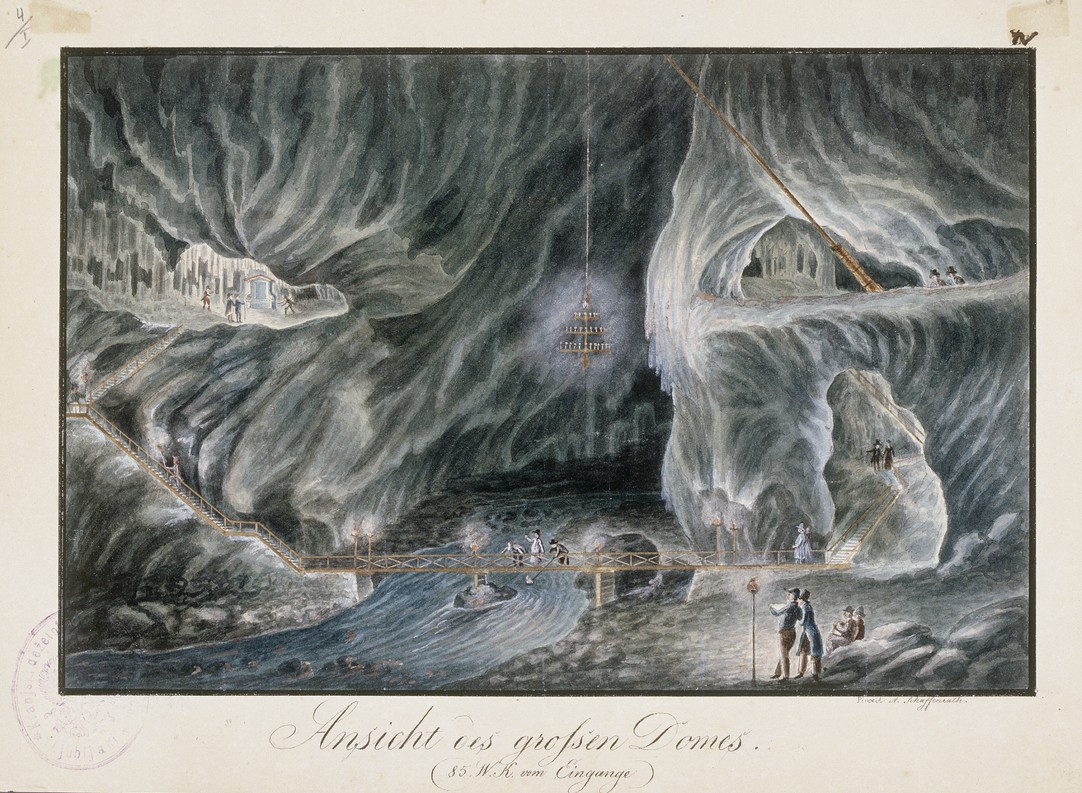
A barlang 1821 körül
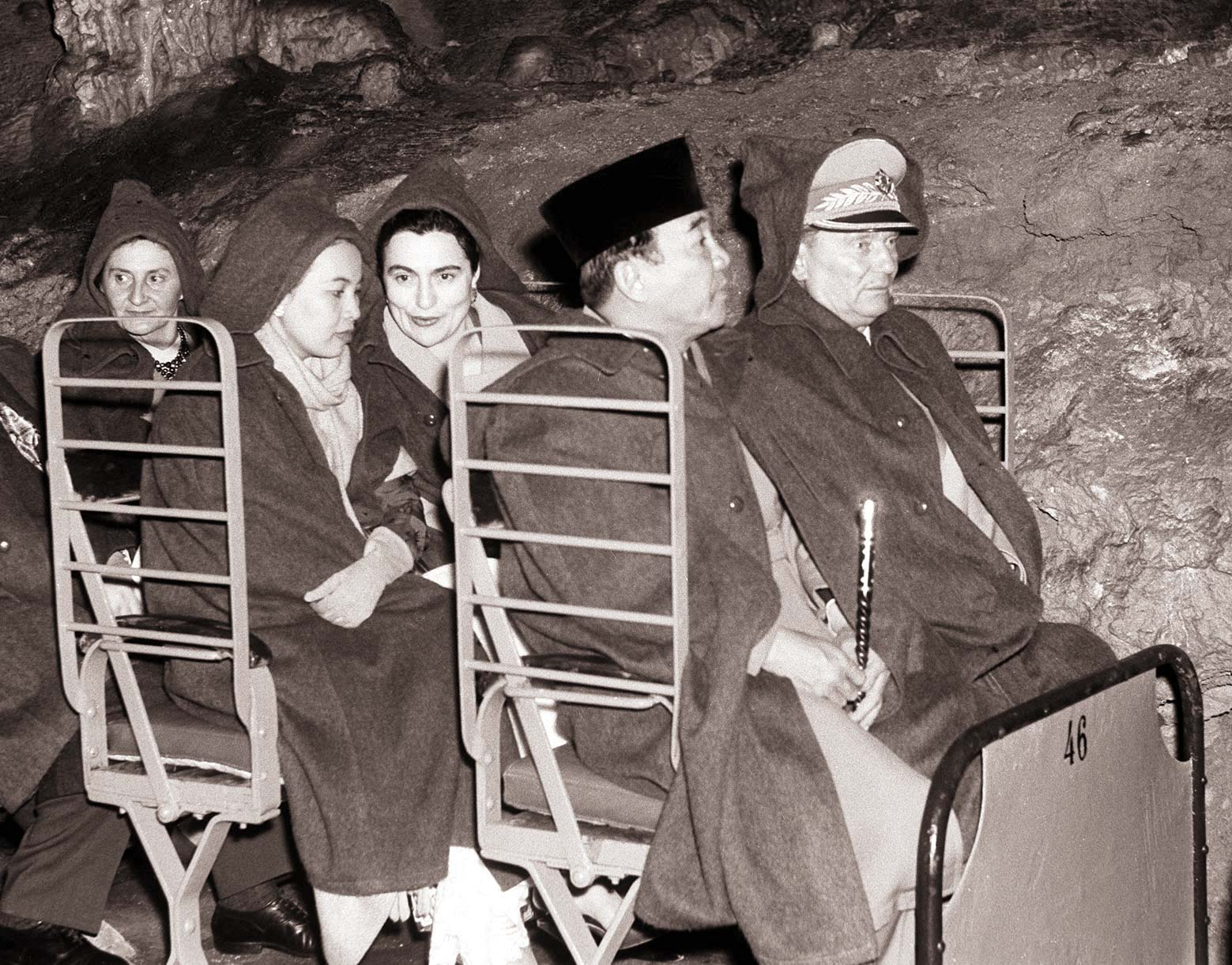
Tito és Sukarno látogatása 1960-ban
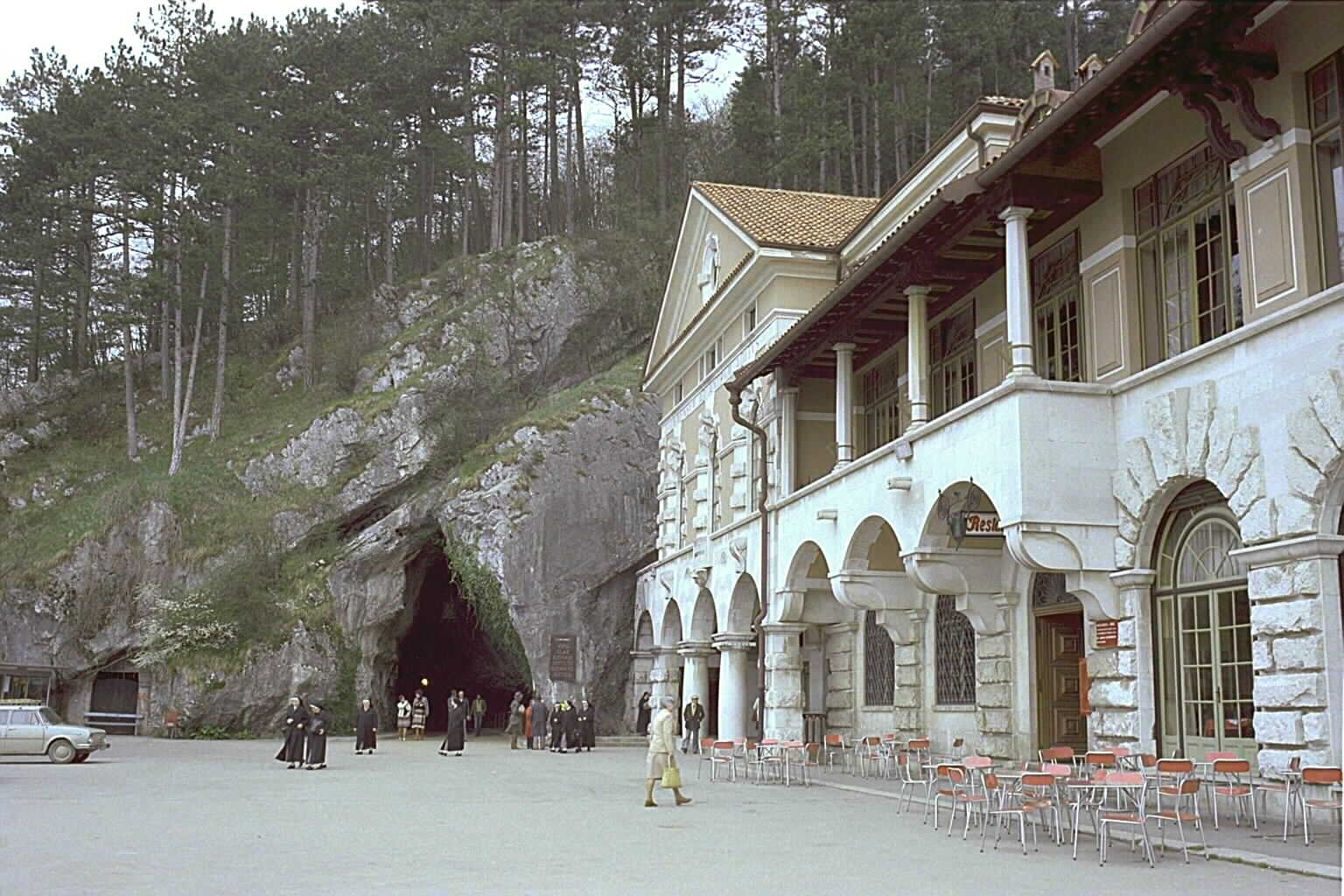
A barlang bejárata
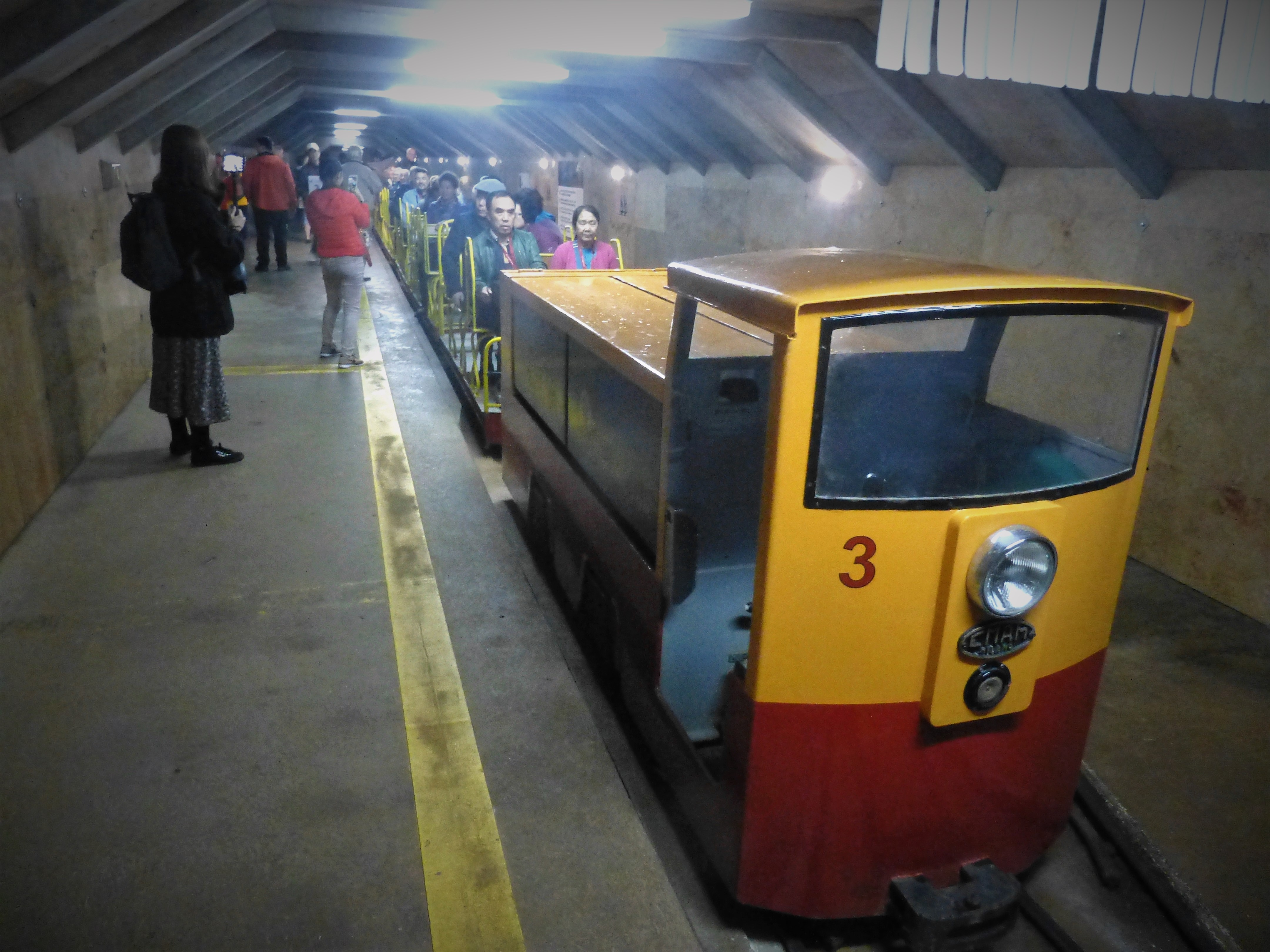
Földalatti vasútállomás
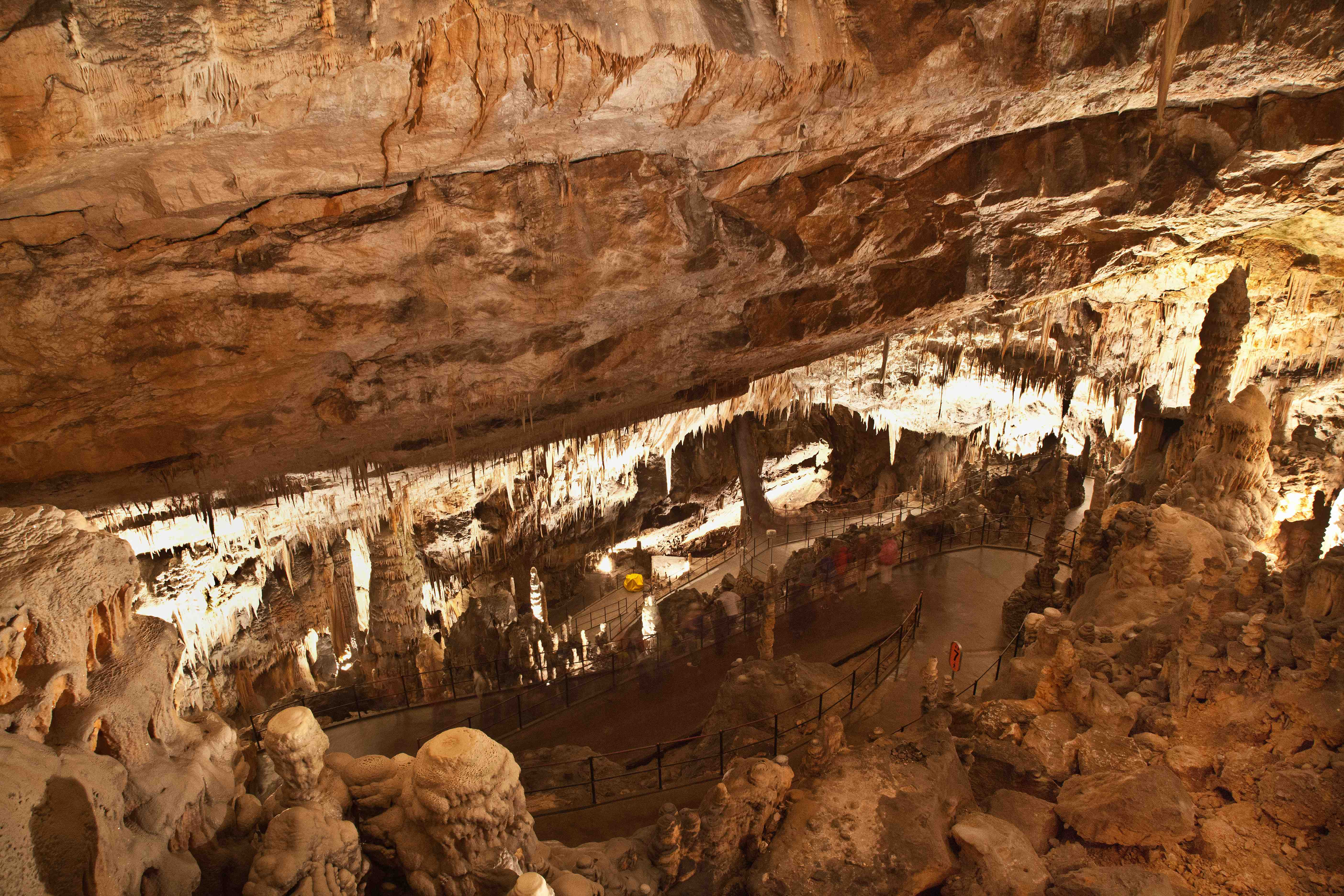
A Nagyterem
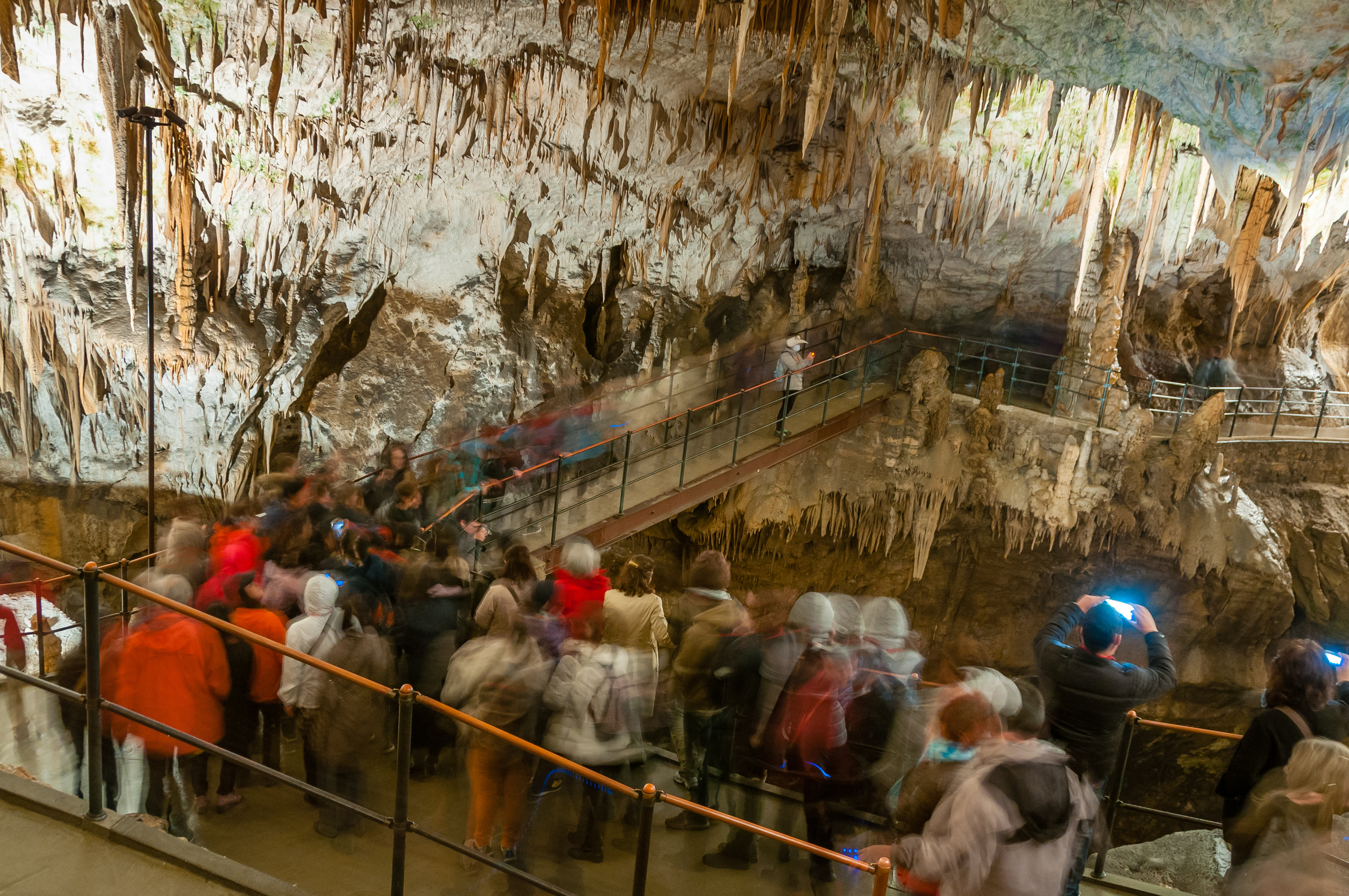
Turisták kelnek át  az egyik hídon
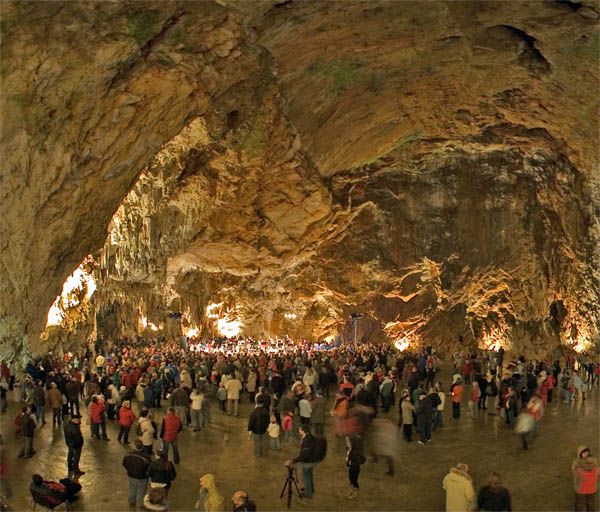
A Koncertterem
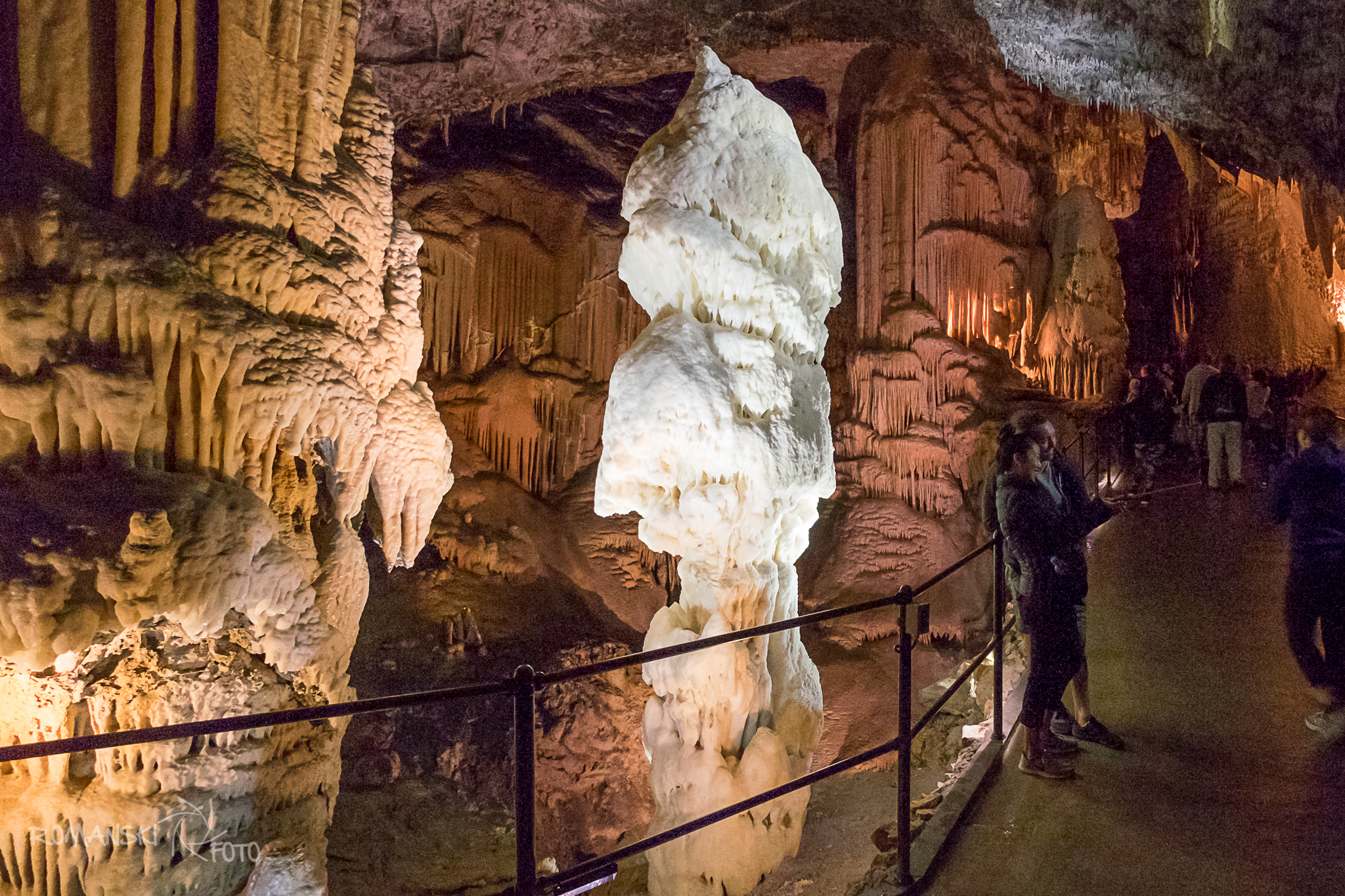
A barlang és a Karszt jelképe: a hófehér, 5 méter magas Brilliáns
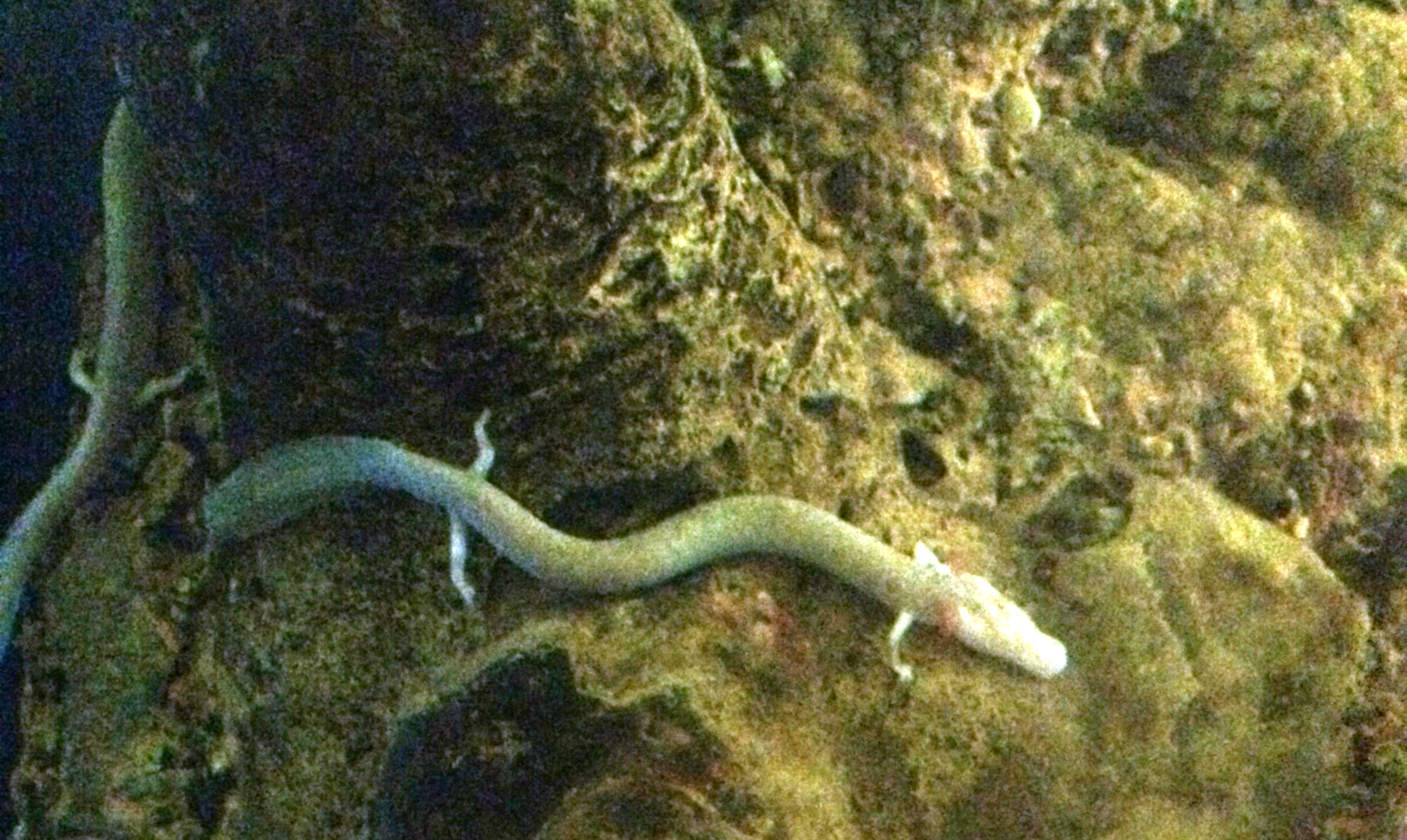
Barlangi vakgőték

## Fordítás
- Ez a szócikk részben vagy egészben  a   Postojna Cave című angol Wikipédia-szócikk ezen változatának fordításán alapul.  Az eredeti cikk szerkesztőit annak laptörténete sorolja fel. Ez a jelzés csupán a megfogalmazás eredetét és a szerzői jogokat jelzi, nem szolgál a cikkben szereplő információk forrásmegjelöléseként.
- Ez a szócikk részben vagy egészben  a   Höhlen von Postojna című német Wikipédia-szócikk ezen változatának fordításán alapul.  Az eredeti cikk szerkesztőit annak laptörténete sorolja fel. Ez a jelzés csupán a megfogalmazás eredetét és a szerzői jogokat jelzi, nem szolgál a cikkben szereplő információk forrásmegjelöléseként.